# Шах

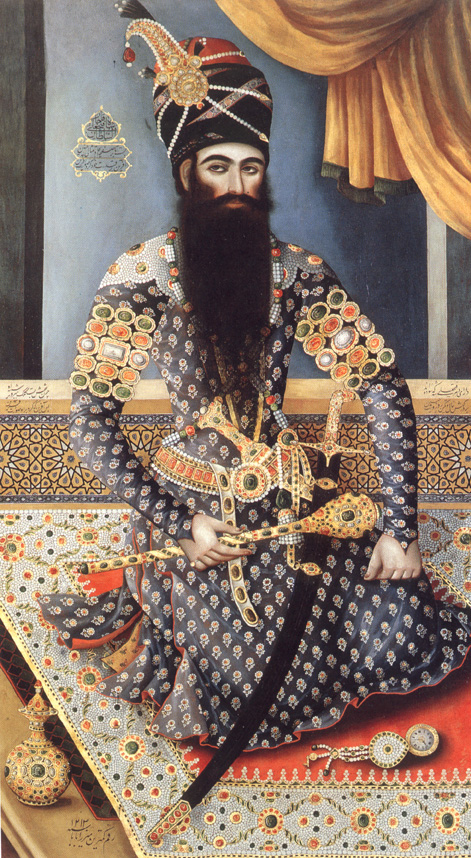
Фетх Али-шах — второй шах Персии из династии Каджаров (1797—1834).

Шах (перс. شاه‎, šâh) — титул монарха в некоторых странах Ближнего и Среднего Востока, Делийском султанате и государстве Великих Моголов (в форме «падишах»).

## Этимология
от др.-перс. [xšāyaθiya-] «правитель, царь», тж. ср. с др.-перс. [Aryānam Xšaθram] «Государство Ариев», ср. санскр. क्षत्रिय [kṣatriya] «властный, благородный».

## Производные титулы
Производными от титула шах являются титулы падишах, шахиншах и паша.

### Падишах
Падишах (перс. پادشاه‎ [pādšāh] через пехл. pādšāh от др.-перс. pati-xšāyaθiya- «правитель, царь») — иранский монархический титул, также использовавшийся в некоторых странах Азии. Предшественником титула «падишах» был персидский титул «шах-ан-шах», означавший «царь царей».
Титул падишах (варианты: падшах или бадшах) носили монархи нескольких государств Евразии, в частности, Османской империи (XV—1922), Дурранийской империи (1747—1823) с центром в Афганистане, империи Великих Моголов (1526—1858) и Афганистана (1926 — июль 1973). Кратковременно титул падишаха принимали на себя правители некоторых других государств. Последним официальным носителем титула был Захир-Шах (1914—2007).
Европейцами титул падишаха считался аналогом императорского титула. В некоторых тюркских языках слово падишах (патьша, патша) означает «царь», «император» и употребляется в основном по отношению к российским императорам.

### Шахиншах
Шахиншах (др.-перс. xšāyaθiya xšāyaθiyānām, перс. شاهنشاه‎ «царь царей») — древний персидский (мидийского происхождения, заимствованный Ахеменидами), позже иранский монархический титул. Титул впервые был принят правителями Ирана из династии Сасанидов, однако восходит он к титулу эпохи Ахеменидов xšāyaθiya xšāyaθiyānām, поэтому первым шаханшахом в Иране называют ахеменидского царя Кира II Великого. Титул использовался с перерывами на протяжении 2500 лет. Последним шаханшахом Ирана был Мохаммед Реза Пехлеви, свергнутый в 1979 году во время исламской революции. Сын Мохаммеда Резы Реза Кир Пехлеви считается иранскими монархистами законным шаханшахом.
В русскоязычной литературе титул шахиншах обычно переводится как «царь царей», когда речь идёт о древней Персии, и не переводится, когда речь идёт о современном Иране. Аналогичный греческий титул βασιλέως βασιλείων [Basileos Basileon] принял византийский император Ираклий после победы над Сасанидами.

## Титулы в разных странах
Титул шаха существовал в некоторых странах Ближнего и Среднего Востока. Последние шахи в XX веке были свергнуты в Афганистане в 1973 и в Иране в 1979 году.

### Сасанидская империя
Впервые (в форме «шаханшах») стал употребляться в государстве Сасанидов. Восходит к титулу Ахеменидов [xšāyaθiya xšāyaθiyānām] «царь царей» (подобные титулы известны и из более ранних времён; первым известным «царём царей» [šar šarrāni] был ассирийский царь Тукульти-Нинурта I, правил ок. 1244—1207 до н. э.).

### Османская империя
Титул «падишах» был официальным титулом правителя Османской империи начиная с Мехмеда II (1432—1481) до упразднения султаната при Мехмеде VI в 1922 году.

## Нереализованные проекты

### Туркменистан
В 1994—1995 в Туркменистане рассматривался вопрос о преобразовании занимаемой Сапармуратом Ниязовым «Туркменбаши» высшей должности президента в шаха и объявлении Туркменистана шахством. Из названия государства «Республика Туркменистан» было исключено слово Республика, и официальным названием страны стал «Туркменистан». Однако на совещании старейшин, прошедшем в 1994 году в Балканском велаяте, эта идея не была единодушно поддержана старейшинами, представлявшими несколько кланов страны и других регионов. В связи с этим, а также в бо́льшей мере учитывая высказанное в ходе негласных консультаций отрицательное отношение к этой идее руководств соседних Ирана, Узбекистана, России и учитывая натянутые отношения Ниязова с возможным наследником — сыном Мурадом, Ниязов шахом объявлен не был. (Позже, в декабре 1999 года, Сапармурат Ниязов был объявлен пожизненным президентом).